# Headache and Dub Reel Inch
Headache and Dub Reel Inch é o sétimo álbum de estúdio da banda japonesa Kuroyume, lançado em 2 de novembro de 2011, o primeiro após a banda encerrar seu hiato de treze anos. Foi lançado em três edições: a regular com apenas as 13 faixas, a edição limitada A com um documentário sobre o álbum e a edição limitada B contendo quatro videoclipes e um vídeo bônus.
No dia do lançamento, o Kuroyume fez um show surpresa em Osaka. Em 2 de maio de 2012, uma versão ao vivo do álbum foi lançada. 
O single "Heavenly" foi escolhido como tema do anime Ikebukuro West Gate Park.

## Recepção
Alcançou a segunda posição nas paradas da Oricon Albums Chart.

## Faixas
| N.º            | Título                                  | Duração |  |
| 1.             | "Enter Loop"                            | 1:38    |  |
| 2.             | "13 new ache"                           | 5:11    |  |
| 3.             | "White Lush Movie"                      | 3:21    |  |
| 4.             | "Someone"                               | 3:23    |  |
| 5.             | "Misery" (ミザリー)                     | 3:48    |  |
| 6.             | "Alone" (アロン)                        | 5:07    |  |
| 7.             | "Love Me Do"                            | 3:18    |  |
| 8.             | "Born To Be Wild"                       | 3:19    |  |
| 9.             | "D.P.I.D.C. (Dull People In Damp Cave)" | 2:36    |  |
| 10.            | "Starlet"                               | 3:26    |  |
| 11.            | "Heavenly"                              | 2:46    |  |
| 12.            | "Glass Valley's Oar"                    | 6:26    |  |
| 13.            | "Spazzy Addiction"                      | 3:29    |  |
| Duração total: | Duração total:                          | 44:24   |  |

### Faixas bônus das edições limitadas (DVD)
| Tipo A |                                             |         |  |
| N.º    | Título                                      | Duração |  |
| 1.     | "Documentaly of Headache and Dub Reel Inch" |         |  |

| Tipo B |                                  |         |  |
| N.º    | Título                           | Duração |  |
| 1.     | "Misery (Videoclipe)" (ミザリー) |         |  |
| 2.     | "Alone (Videoclipe)" (アロン)    |         |  |
| 3.     | "Heavenly (Videoclipe)"          |         |  |
| 4.     | "13 New Ache (Videoclipe)"       |         |  |
| 5.     | "Special Clip"                   |         |  |

## Ficha técnica

### Kuroyume
- Kiyoharu (清春) - vocal
- Hitoki (人時) - baixo